# Intel Pentium
Intel Pentium ist der Markenname einer Reihe von Mikroprozessoren der x86-Prozessor-Familie mit 32-Bit-Architektur „IA-32“ sowie einer Reihe von Ein-Chip-Systemen (SoC) mit 64-Bit-Architektur „x64“, die von der Firma Intel entwickelt wurden. Die Marke wurde erstmals im Jahr 1993 für einen Mikroprozessor verwendet. Dieser erschien als Nachfolger des erfolgreichen i486; zwei der Hauptarchitekten waren Uri C. Weiser und John Crawford.
Dem Namensschema der x86-Architektur folgend wurde der erste Pentium, nach dem 80486 bzw. i486, auch mit i586 bezeichnet, obwohl es diesen Namen offiziell nicht gibt. Wie schon bei der Bezeichnung „i386“ und dem Nachfolger „i686“ bezeichnet „i586“ meist Optimierungseinstellungen für Compiler, oft auch als Minimalvoraussetzung. In dieser Verwendung beinhaltet „i586“ alle Pentium-kompatiblen x86-Prozessoren, wie etwa den AMD K5 oder den Cyrix 6x86.
Zwischen 2006 und 2022 hat Intel den Begriff Pentium als Marke für Einstiegs-Prozessoren genutzt, die meist eine fast vollständig identische Entsprechung unter einer anderen Bezeichnung aufweisen.

## Namensgebung
Nach dem zuvor bei Intel üblichen Namensschema hätte der Nachfolger des x86-Prozessors vierter Generation eigentlich 80586 oder kurz i586 heißen müssen. Ende 1992 ließ Intel dann aber verlauten, dass ihre zur CeBIT 1993 angekündigte Mikroprozessorneuentwicklung den Namen Pentium tragen solle. Der Name Pentium war abgeleitet von pente (πέντε) – dem altgriechischen Wort für „fünf“. Intel begründete diese Namenswahl mit der Unmöglichkeit, Zahlen markenrechtlich schützen zu lassen. Die Konkurrenten Cyrix und AMD hatten für die Benennung ihrer Klone des Intel i486 leichte Abwandlungen vom Intel-Namen, nämlich Cyrix Cx486 und Am486, verwendet.
Nachdem die Marke Pentium im Markt eingeführt war, verwendete Intel sie auch für Mikroprozessormodelle folgender Generationen. Bis zur Einführung der Marke Core im Jahr 2006 wurde Pentium stets zur Benennung von Modellen aus dem bezüglich Leistung und Preis oberen Teil des Intel-x86-Prozessorangebots verwendet.

## Die Pentium-1-Familie

### Technisches

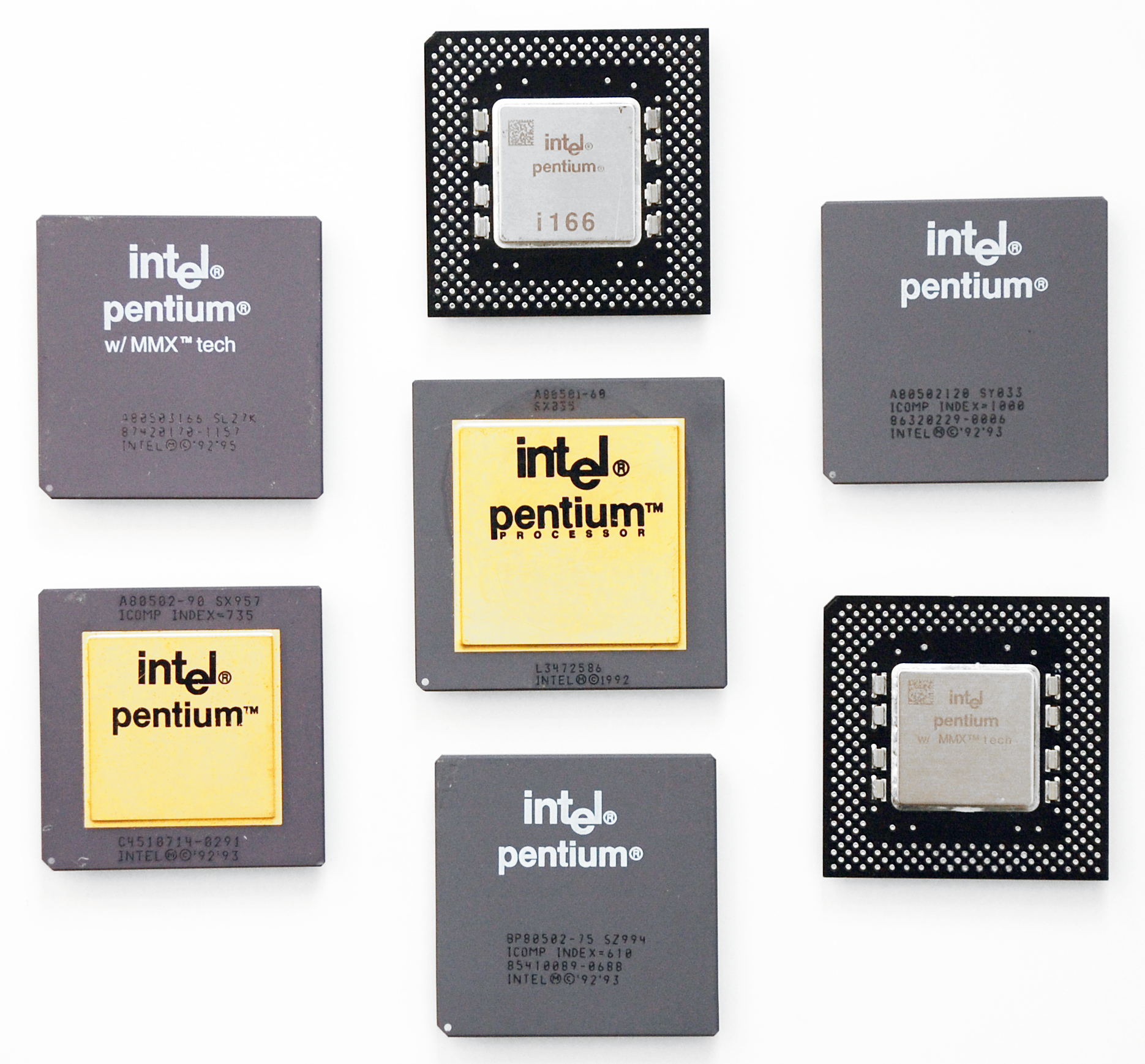
Familie des Intel Pentium P5
oben: Pentium 166 (P54CS)
oben links: Pentium MMX 166 (P55C)
oben rechts: Pentium 120 (P54C)
Mitte: Pentium 60 (P5)
unten links: Pentium 90 (P54C, mit integriertem Kühlkörper)
unten rechts: Pentium MMX 233 (P55C)
unten: Pentium 75 (P54C, Keramik-Variante)

Der 1993 vorgestellte Pentium-Mikroprozessor wurde Intel-intern P5 genannt. Das Design stammte vom selben Entwicklerteam, das auch schon den 486er entwickelt hatte. Dieser Pentium erschien als der erste superskalare CISC-Mikroprozessor der Welt. Man integrierte hier RISC-Technologie, ohne dabei die Abwärtskompatibilität zum 486er zu verlieren.
Der 486er besitzt eine gegenüber klassischem RISC-Design erweiterte 5-stufige Pipeline (Fetch, Decode 1, Decode 2, Execute, Write Back). Der Pentium hat auch diese erweiterte 5-stufige Pipeline, bekam aber zwei Execution-Units, U und V, die gewisse (paarbare) Befehle superskalar ausführen konnten.
Die Architektur implementiert zwei Integer- und eine Gleitkomma-Ausführungseinheit, dynamische Sprungvorhersage, getrennte Daten- und Code-Caches von jeweils 8 KiB und einen 64 Bit breiten externen Datenbus mit schnellen Burst-Modi, um den externen Cache schnell anbinden zu können. Hinzu kamen weitere Funktionen, wie ein System-Management-Mode (SMM), hardwareunterstütztes Performance-Monitoring und Execution-Tracing. Die beiden Pipelines erlauben es dem Pentium, zwei an der Befehlsausführung beteiligte Funktionseinheiten parallel arbeiten zu lassen, wenn sich die Möglichkeit bietet (Integer- und Gleitkomma-Operationen können weitgehend unabhängig voneinander ausgeführt werden). Die dynamische Sprungvorhersage gleicht einen konzeptionellen Nachteil der Pipeline-Architektur aus: Falls ein Sprung erfolgt, werden die Ergebnisse bereits abgearbeiteter Teilbefehle ungültig, weshalb der komplette Inhalt der Pipeline verworfen werden muss (so genannter Pipeline-Flush). Der Adressbus blieb im Gegensatz zum Pentium Pro 32 Bit breit (4 GiB Adressraum).
Allerdings deckte der Level-2-Cache der damaligen Pentium-Chipsätze nicht den gesamten Speicherbereich ab. Sie betrug beim Intel 430FX/TX/VX-Chipsatz 64 MiB, beim Intel 430HX-Chipsatz 512 MiB (zweiter Tag-RAM wurde dann benötigt). Speicher oberhalb dieser Grenze war benutzbar, allerdings langsamer.

### Der FDIV-Bug
Erst anderthalb Jahre nach seiner Vorstellung sorgte der Pentium mit dem FDIV-Bug für Aufsehen – wegen seiner Popularität manchmal auch etwas unspezifisch lediglich als Pentium-Bug bezeichnet. Neben dem Fehler selbst verunsicherte insbesondere Intels Umgang mit diesem Fehler viele Anwender. Intel versuchte anfangs, diesen Fehler herunterzuspielen. Prozessormodelle auf Basis des P55C und folgender Designs sind nicht vom FDIV-Bug betroffen.

### Varianten des Pentium-1

Intel Pentium: Funktionsblockschaltbild

#### P5-Pentium
Die erste Generation des Pentium, der P5, wurde auf der CeBIT 1993 vorgestellt. Die beiden einzigen Vertreter des P5 sind der Pentium 60 und der Pentium 66. Beide arbeiten mit einer Versorgungsspannung von etwa 5 Volt und sind von Haus aus nicht Multiprocessing-fähig. Sie unterstützen aber bereits das MESI-Protokoll zur Sicherstellung der Cache-Kohärenz im Mehrprozessorbetrieb. Ihr Kern wird – vergleichbar dem der ersten 486-Prozessoren – noch mit derselben Taktfrequenz betrieben wie das Businterface. Beide CPUs passen ausschließlich in den Sockel 4 und unterscheiden sich ansonsten funktional nur unwesentlich von ihrem Nachfolger, dem P54C.
Trotz seines fortschrittlichen Designs war der P5 kein großer wirtschaftlicher Erfolg für Intel. Das war aber keineswegs mangelnden technischen Qualitäten zuzuschreiben; vielmehr hatte sich Intel einen hausinternen Konkurrenten geschaffen, den mit 100 MHz getakteten i486-Prozessor DX4. Komplettsysteme mit dem DX4 waren in der Anschaffung deutlich günstiger und standen zumindest solchen mit Pentium 60 in Sachen Rechenleistung kaum nach. Zudem konnte der DX4 nachgerüstet werden, wenn bereits ein 486er-Mainboard vorhanden war, was keine guten Startvoraussetzungen für den neuen Prozessor bot.
Ein weiteres Problem ist die Versorgungsspannung von etwa 5 Volt. In Verbindung mit den damals oft zu knapp dimensionierten Kühlkörpern (die zur Zeit der Einführung des Pentium noch nicht immer erforderlich und daher wenig verbreitet waren) und Lüftern führt dies zu einer starken Erwärmung der CPU und oft sogar angrenzender Komponenten auf dem Mainboard (Wärmeleitung über die Leiterbahnen aus Kupfer), was meist zu einem instabilen Betrieb des Computers führt.

#### P54C/P54CS-Pentium
Der P54C-Pentium wurde zur CeBIT 1994 vorgestellt. Er kam zuerst mit 90 und 100 MHz, kurz darauf auch mit 75 MHz und dann mit 120 MHz auf den Markt. Im Gegensatz zum P5 hat der P54C einen On-Chip-APIC und ist somit von Haus aus Multiprocessor-fähig. Trotzdem garantierte Intel nicht bei allen CPUs für die Funktionsfähigkeit des APIC, weshalb auch Versionen verkauft wurden, die den Multiprozessorbetrieb nicht unterstützten. Darüber hinaus besitzt der P54C das verbesserte, so genannte SL-enhanced Power Management. Die Versorgungsspannung konnte auf 3,3 V gesenkt werden.
Bis ins Jahr 1997 folgte noch der P54CS, der auch als Pentium-S bezeichnet wird, mit 133, 150, 166 und 200 MHz. Für den P54C war zunächst der Sockel 5, ab dem P54CS der abwärtskompatible Sockel 7 vorgesehen. Insbesondere der Pentium-S mit 133 MHz lässt sich jedoch auch inoffiziell im Sockel 5 betreiben, da er nicht auf Eigenschaften des Sockel 7 angewiesen ist.
Im Gegensatz zu seinem Vorgänger, dem P5, wurde der P54C ein großer Erfolg für Intel. Es sollte fast zwei Jahre dauern, bis konkurrenzfähige Pentium-Klone auf den Markt kamen. Während Intel den Pentium favorisierte, schlachtete die Konkurrenz – ebenfalls erfolgreich – die 486er-Plattform zunächst weiter aus. So brachten AMD und Cyrix weiterhin schnelle 486er-Prozessoren auf den Markt, Ende 1995 – unter dem Namen 5x86 – sogar solche, die es durchaus mit einem Pentium 75 aufnehmen konnten. Zu dieser Zeit war Intel aber bereits beim Pentium 133. Im Laufe des Jahres 1996 konterte AMD mit dem 5k86, dem späteren K5 und Cyrix mit dem 6x86. Letzterer schaffte es sogar, bei der Integer-Rechenleistung dem damals schnellsten Pentium gefährlich zu werden. Aber bevor der 6x86 sich richtig etablieren konnte, konterte wiederum Intel Anfang 1997 mit einer Weiterentwicklung des P54C, dem P55C.

#### P55C-Pentium (Pentium MMX)

Intel Pentium MMX: Funktionsblockschaltbild

Der P55C wurde in Intels Forschungs- und Entwicklungszentrum in Haifa (Israel) entwickelt. Er ist der letzte und leistungsfähigste Prozessor aus der Pentium-1-Familie. Der Verkauf erfolgte unter der Bezeichnung Pentium MMX, da er als erster Prozessor mit Intels neuer MMX-Befehlssatzerweiterung ausgestattet ist. Den Pentium MMX gibt es mit Taktfrequenzen von 133 MHz (nur mobil), 166, 200 und 233 MHz (Desktop und mobil) sowie 266 und 300 MHz (nur mobil). Da beim P55C das Businterface mit 3,3 V, der CPU-Kern aber mit 2,8 V betrieben wird, benötigt er eine spezielle Form des Sockel 7, den so genannten Split-Voltage-fähigen Sockel 7, nicht zu verwechseln mit dem Super-Sockel 7.
Darüber hinaus wurde der P55C intern verbessert. Er behielt zwar im Wesentlichen die Architektur des P54C bei, optimierte und ergänzte sie aber an vielen Stellen. So besitzt der P55C doppelt so große Caches wie seine Vorgänger, hat eine deutlich verbesserte – vom Pentium Pro übernommene – Sprungvorhersage, vier statt zwei Schreib-Puffer und einen CPU-internen Return-Stack zur Beschleunigung von Unterprogramm-Rücksprüngen. Auch seine Pipelines wurden verbessert. So können sie nun auch mit Befehlskombinationen (so genannte Befehlspaarungen) parallel beschickt werden, die vorher nicht möglich waren, und eine zusätzliche Stufe wurde hinzugefügt.
Obwohl die Verbesserungen an der Pipeline hauptsächlich wegen der Erweiterung um die MMX-Befehle vorgenommen wurden, profitieren auch Nicht-MMX-Anwendungen davon. Unterm Strich machen sich die Verbesserungen in einer deutlichen Leistungssteigerung bemerkbar. Der P55C ist bei Nicht-MMX-Anwendungen im Mittel etwa 15 bis 20 Prozent schneller als ein gleichgetakteter P54C, wobei ein großer Teil dieser Steigerung dem größeren Cache zuzurechnen ist.
Als PentiumODPMT (P54CTB, P5-Overdrive-Prozessor) existierten Versionen des P5-MMX, die aufgrund eines integrierten Spannungswandlers auch auf Mainboards mit Sockel 5, also ohne geteilte Spannungsversorgung, einsetzbar waren.

## Modellübersicht
|                         | P5            |               |                                             |                                             |                                             |                                             |                                             |                                             |                                             |                                             |                                   |                                   |                                   |                                   |                                   |                                   |                                             |                                             |                                             |                                             |                                             |
| Codename                | P5            | P5            | P54C                                        | P54C                                        | P54C                                        | P54C                                        | P54CS (Pentium-S)                           | P54CS (Pentium-S)                           | P54CS (Pentium-S)                           | P54CS (Pentium-S)                           | P55C                              | P55C                              | P55C                              | P55C                              | P55C                              | P55C                              | Tillamook*                                  | Tillamook*                                  | Tillamook*                                  | Tillamook*                                  | Tillamook*                                  |
| Produktcode             | 80500 / 80501 | 80500 / 80501 | 80502                                       | 80502                                       | 80502                                       | 80502                                       | 80502                                       | 80502                                       | 80502                                       | 80502                                       | 80503                             | 80503                             | 80503                             | 80503                             | 80503                             | 80503                             | 80503                                       | 80503                                       | 80503                                       | 80503                                       | 80503                                       |
| L1-Cache (Daten+Instr.) | 8 + 8 KiB     | 8 + 8 KiB     | 8 + 8 KiB                                   | 8 + 8 KiB                                   | 8 + 8 KiB                                   | 8 + 8 KiB                                   | 8 + 8 KiB                                   | 8 + 8 KiB                                   | 8 + 8 KiB                                   | 8 + 8 KiB                                   | 16 + 16 KiB                       | 16 + 16 KiB                       | 16 + 16 KiB                       | 16 + 16 KiB                       | 16 + 16 KiB                       | 16 + 16 KiB                       | 16 + 16 KiB                                 | 16 + 16 KiB                                 | 16 + 16 KiB                                 | 16 + 16 KiB                                 | 16 + 16 KiB                                 |
| Fertigungstechnik (µm)  | 0,80 BiCMOS   | 0,80 BiCMOS   | 0,60 oder 0,35 BiCMOS*                      | 0,60 oder 0,35 BiCMOS*                      | 0,60 oder 0,35 BiCMOS*                      | 0,60 oder 0,35 BiCMOS*                      | 0,35 BiCMOS                                 | 0,35 BiCMOS                                 | 0,35 BiCMOS                                 | 0,35 BiCMOS                                 | 0,35 CMOS (später 0,28)           | 0,35 CMOS (später 0,28)           | 0,35 CMOS (später 0,28)           | 0,35 CMOS (später 0,28)           | 0,35 CMOS (später 0,28)           | 0,35 CMOS (später 0,28)           | 0,25 CMOS                                   | 0,25 CMOS                                   | 0,25 CMOS                                   | 0,25 CMOS                                   | 0,25 CMOS                                   |
| Anzahl Transistoren     | 3,1 Mio.      | 3,1 Mio.      | 3,3 Mio.                                    | 3,3 Mio.                                    | 3,3 Mio.                                    | 3,3 Mio.                                    | 3,3 Mio.                                    | 3,3 Mio.                                    | 3,3 Mio.                                    | 3,3 Mio.                                    | 4,5 Mio.                          | 4,5 Mio.                          | 4,5 Mio.                          | 4,5 Mio.                          | 4,5 Mio.                          | 4,5 Mio.                          | 4,5 Mio.                                    | 4,5 Mio.                                    | 4,5 Mio.                                    | 4,5 Mio.                                    | 4,5 Mio.                                    |
| Die-Größe (mm² bzw. mm) | 294           | 294           | 148 bei 0,6 µm / 91 (später 83) bei 0,35 µm | 148 bei 0,6 µm / 91 (später 83) bei 0,35 µm | 148 bei 0,6 µm / 91 (später 83) bei 0,35 µm | 148 bei 0,6 µm / 91 (später 83) bei 0,35 µm | 148 bei 0,6 µm / 91 (später 83) bei 0,35 µm | 148 bei 0,6 µm / 91 (später 83) bei 0,35 µm | 148 bei 0,6 µm / 91 (später 83) bei 0,35 µm | 148 bei 0,6 µm / 91 (später 83) bei 0,35 µm | 141 bei 0,35 µm / 128 bei 0,28 µm | 141 bei 0,35 µm / 128 bei 0,28 µm | 141 bei 0,35 µm / 128 bei 0,28 µm | 141 bei 0,35 µm / 128 bei 0,28 µm | 141 bei 0,35 µm / 128 bei 0,28 µm | 141 bei 0,35 µm / 128 bei 0,28 µm | 90 (Intel SmartDie*** 9,063·10,424 = 94,47) | 90 (Intel SmartDie*** 9,063·10,424 = 94,47) | 90 (Intel SmartDie*** 9,063·10,424 = 94,47) | 90 (Intel SmartDie*** 9,063·10,424 = 94,47) | 90 (Intel SmartDie*** 9,063·10,424 = 94,47) |
| Sockel                  | Sockel 4      | Sockel 4      | Sockel 5 (kompatibel mit 7)                 | Sockel 5 (kompatibel mit 7)                 | Sockel 5 (kompatibel mit 7)                 | Sockel 5 (kompatibel mit 7)                 | Sockel 7                                    | Sockel 7                                    | Sockel 7                                    | Sockel 7                                    | Sockel 7                          | Sockel 7                          | Sockel 7                          | Sockel 7                          | Sockel 7                          | Sockel 7                          | –                                           | –                                           | –                                           | –                                           | –                                           |
| Gehäuse                 | CPGA          | CPGA          | CPGA/TCP*                                   | CPGA/TCP*                                   | CPGA/TCP*                                   | CPGA/TCP*                                   | CPGA/PPGA/TCP*                              | CPGA/PPGA/TCP*                              | CPGA/PPGA/TCP*                              | CPGA/PPGA/TCP*                              | CPGA/PPGA/TCP*                    | CPGA/PPGA/TCP*                    | CPGA/PPGA/TCP*                    | CPGA/PPGA/TCP*                    | CPGA/PPGA/TCP*                    | CPGA/PPGA/TCP*                    | TCP/TCP auf MMC-1                           | TCP/TCP auf MMC-1                           | TCP/TCP auf MMC-1                           | TCP/TCP auf MMC-1                           | TCP/TCP auf MMC-1                           |
| Taktfrequenz (MHz)      | 60            | 66            | 75                                          | 90                                          | 100                                         | 120                                         | 133                                         | 150                                         | 166                                         | 200                                         | 120*                              | 133*                              | 150*                              | 166                               | 200                               | 233                               | 166                                         | 200                                         | 233                                         | 266                                         | 300                                         |
| FSB (MHz)               | 60            | 66            | 50                                          | 60                                          | 66                                          | 60                                          | 66                                          | 60                                          | 66                                          | 66                                          | 60                                | 66                                | 60                                | 66                                | 66                                | 66                                | 66                                          | 66                                          | 66                                          | 66                                          | 66                                          |
| TDP (Watt)              | 14,6          | 16            | 8** 4,4*                                    | 9** 7,3*/**                                 | 10,1** 5,9*                                 | 12,8** 7,1*                                 | 11,2** 7,9*                                 | 11,6** 10,0*                                | 14,5**                                      | 15,5**                                      | ?                                 | 7,8                               | 8,6                               | 13,1 9,0*                         | 15,7                              | 17                                | 4,1                                         | 5,0                                         | 5,5, max.7                                  | 7,6                                         | 8,0                                         |
| Vcore                   | 5,0           | 5,0           | 3,3 2,9*                                    | 3,3 2,9*                                    | 3,3 2,9*                                    | 3,3 2,9*                                    | 3,3 2,9*                                    | 3,3 3,1*                                    | 3,3                                         | 3,3                                         | 2,8                               | 2,45                              | 2,45                              | 2,8 2,45*                         | 2,8                               | 2,8                               | 1,8                                         | 1,8                                         | 1,8                                         | 2,0                                         | 2,0                                         |
| Eingeführt              | 22. März 1993 | 22. März 1993 | 10. Okt. 1994                               | 7. März 1994                                | 7. März 1994                                | 27. März 1995                               | Juni 1995                                   | 4. Jan. 1996                                | 4. Jan. 1996                                | 10. Juni 1996                               | 27. März–1. Nov. 1995             | 27. März–1. Nov. 1995             | 27. März–1. Nov. 1995             | 8. Jan. 1997                      | 8. Jan. 1997                      | 2. Juni 1997                      | Aug. 1997                                   | Aug. 1997                                   | Aug. 1997                                   | Jan. 1998                                   | Jan. 1999                                   |

* Diese sind nur verfügbar als Mobile Pentium oder Mobile Pentium MMX für Laptops.

** Nicht TDP, sondern Max. Active Power Dissipation

*** Intel SmartDie 27315402 (or 273154-002) Mobile Pentium Processor MMX™ Technology 0.25 Micron SmartDie Product Specification
|                                  |                                                 |                                                 |                                                 |                                                 |                                                 |                                                 |
| Codename                         | P54CTB                                          | P54CTB                                          | P54CTB                                          | P54CTB                                          | P54CTB                                          | P54CTB                                          |
| Produktcode                      | PODPMT60X150                                    | PODPMT60X150                                    | PODPMT66X166                                    | PODPMT60X180                                    | PODPMT60X180                                    | PODPMT66X200                                    |
| L1-Cache (Daten + Instruktionen) | 16 + 16 KiB                                     | 16 + 16 KiB                                     | 16 + 16 KiB                                     | 16 + 16 KiB                                     | 16 + 16 KiB                                     | 16 + 16 KiB                                     |
| Fertigungstechnik (µm)           | 0,35                                            | 0,35                                            | 0,35                                            | 0,35                                            | 0,35                                            | 0,35                                            |
| Sockel                           | Sockel 5/7                                      | Sockel 5/7                                      | Sockel 5/7                                      | Sockel 5/7                                      | Sockel 5/7                                      | Sockel 5/7                                      |
| Gehäuse                          | CPGA mit Kühlkörper, Lüfter und Spannungsregler | CPGA mit Kühlkörper, Lüfter und Spannungsregler | CPGA mit Kühlkörper, Lüfter und Spannungsregler | CPGA mit Kühlkörper, Lüfter und Spannungsregler | CPGA mit Kühlkörper, Lüfter und Spannungsregler | CPGA mit Kühlkörper, Lüfter und Spannungsregler |
| Taktfrequenz (MHz)               | 125                                             | 150                                             | 166                                             | 150                                             | 180                                             | 200                                             |
| FSB (MHz)                        | 50                                              | 60                                              | 66                                              | 50                                              | 60                                              | 66                                              |
| Upgrade für                      | Pentium 75                                      | Pentium 90                                      | Pentium 100, 133                                | Pentium 75                                      | Pentium 90, 120, 150                            | Pentium 100, 133, 166                           |
| TDP (Watt)                       | 15,6                                            | 15,6                                            | 15,6                                            | 15,6                                            | 15,6                                            | 18                                              |
| Vcore                            | 3,3                                             | 3,3                                             | 3,3                                             | 3,3                                             | 3,3                                             | 3,3                                             |

|                        |               |               |                  |                  |                  |                  |                  |
| Codename               | P55C          | P55C          | Tillamook        | Tillamook        | Tillamook        | Tillamook        | Tillamook        |
| Produktcode            | FV8050 366200 | FV8050 366233 | FV80503 CSM66166 | GC80503 CSM66166 | GC80503 CS166EXT | FV80503 CSM66266 | GC80503 CSM66266 |
| Fertigungstechnik (µm) | 0,35          | 0,35          | 0,25             | 0,25             | 0,25             | 0,25             | 0,25             |
| Taktfrequenz (MHz)     | 200           | 233           | 166              | 166              | 166              | 266              | 266              |
| FSB (MHz)              | 66            | 66            | 66               | 66               | 66               | 66               | 66               |
| Gehäuse                | PPGA          | PPGA          | PPGA             | BGA              | BGA              | PPGA             | BGA              |
| TDP (Watt)             | 15,7          | 17            | 4,5              | 4,1              | 4,1              | 7,6              | 7,6              |
| Vcore                  | 2,8           | 2,8           | 1,9              | 1,8              | 1,8              | 1,9              | 2,0              |

## Weitere Intel-Produkte der MarkePentium
Mit Einführung der Core-Mikroarchitektur 2006 nutzte Intel die Marke Pentium weiter für Prozessoren aus dem (billigeren) Einsteiger-Segment, wie zuvor schon die Marke Celeron. Die Architekturen der Prozessoren, die unter der Marke Pentium veröffentlicht wurden, unterscheiden sich daher grundlegend von der zuvor genutzten P6- (z. B. Pentium III Processor 1.13 GHz) und NetBurst-Architektur (z. B. Pentium 4 Processor 1.30 GHz). Nach 2006 sind die Kerne von Pentium-Prozessoren trotz völlig unterschiedlicher Namen meist in fast allen Belangen identisch mit teureren Intel-Produkten, allerdings sind oft nicht alle Funktionen freigeschaltet (z. B. Pentium Processor G4520 und Core i3-6100 Processor).
Beispiel für Pentium-Prozessoren als eigene Top-Marke:
- 1995: Pentium Pro, Workstations und Server, der die P6-Mikroarchitektur einführte
- 1997: Pentium II, Nachfolger des Pentium-1 im Massenmarkt, abgeleitet vom Pentium Pro
- 1999: Pentium III, Pentium II mit SSE-Befehlssatz
- 2000: Pentium 4, auf Basis der NetBurst-Mikroarchitektur vollkommen neu entwickelter Nachfolger des Pentium III, unterstützt SSE2-Befehlssatz
- 2003: Pentium M, stromsparender Mobilprozessor, abgeleitet vom Pentium III und Weiterentwicklung der P6-Mikroarchitektur
- 2005: Pentium D, Dual-Core-Version des Pentium 4

Beispiel für Intel-Produkte, die die Marke Pentium nutzen:
- 2007: Pentium Dual-Core, eine Variante des Core 2 Duo (die Core-Mikroarchitektur ist eine Weiterentwicklung der verbesserten P6-Architektur des Pentium M, die wiederum vom Pentium III abgeleitet ist; NetBurst wurde nicht weitergeführt)
- 2010, 2011: Pentium G, eine Variante des Core i3 und damit eine Weiterentwicklung des Core 2 Duo
- 2013, 2015, 2016: Intel Pentium N/J, stromsparende SoCs mit Prozessorkernen der Atom-Mikroarchitekturfamilie: Silvermont, Airmont und Goldmont.[8]
- 2018: Intel Pentium Gold, Variante aus der Coffee-Lake-Mikroarchitektur
- 2018: Intel Pentium Silver N5000/J5005, stromsparende SoCs mit Prozessorkernen auf Basis der Goldmont-Plus-Mikroarchitektur (Intel-Codename: Gemini Lake)

2022 kündigte Intel schließlich an, sich von der Marke Pentium künftig zu trennen. Im Notebook-Segment sollen die Einstiegs-Modelle künftig Intel Processor heißen.